# 轉運站

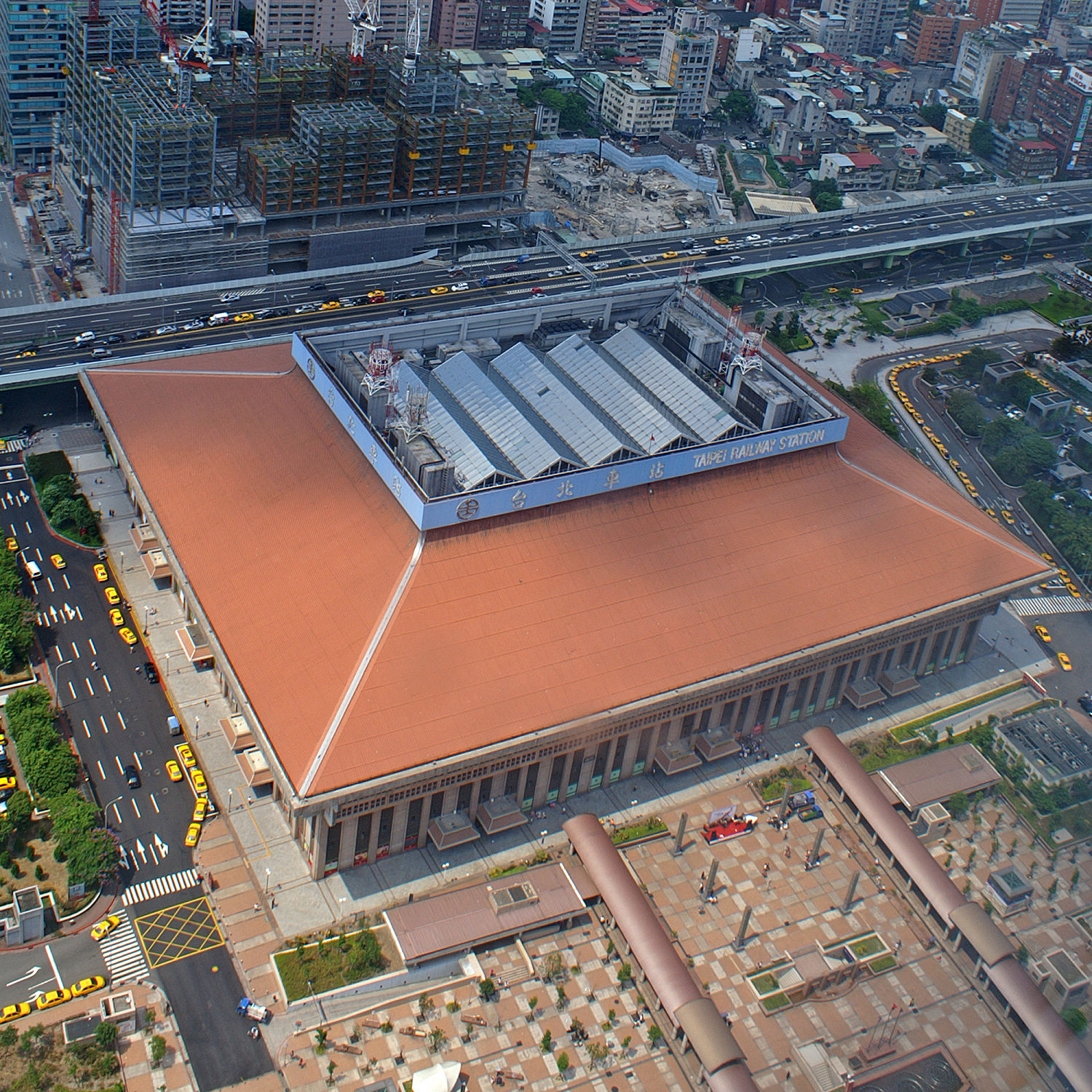
臺北市的臺北車站

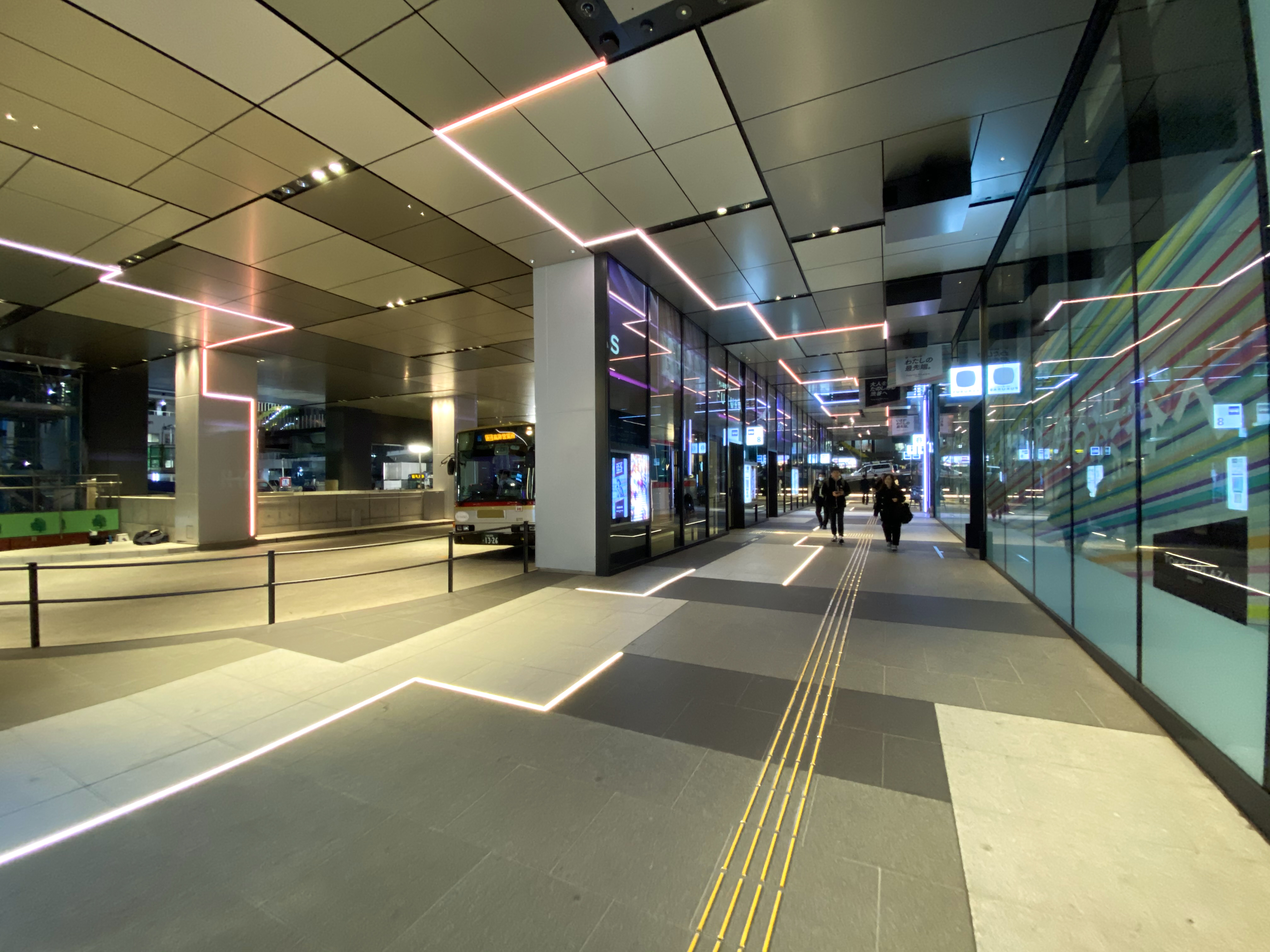
東京澀谷FUKURAS地面的交匯處

轉運站（英語：Integrated Transport Hub/Public Transport Interchange），香港又作公共運輸交匯處、公共交通交匯處、運輸交匯處或交通交匯處，中國大陸或澳門又作交通樞紐、综合交通枢纽，臺灣又作交通樞紐，新加坡又作綜合交通中心，是指一些可讓各交通工具的乘客作綜合轉乘用途的交通設施，設有多種交通工具（巴士、鐵路、小巴、的士、渡輪等）的中途站及終點站，方便乘客由巴士轉乘其他巴士或由一種交通工具轉乘另一種交通工具前往相關目的地，通常設在或靠近鐵路車站或渡輪碼頭旁，或是位於商場、大型屋苑地下，甚至位於機場旁。
由於公共運輸交匯處的規模及面積較一般的巴士總站為大，故此公共運輸交匯處的設計較一般巴士總站為高。公共運輸交匯處一般有不少於8個停車彎，以提供不同的公共交通服務，並需要提供充足的照明、保安及安全裝置，又需要提供乘客查閱資料設施，協助乘搭不同交通工具的乘客前往所需的目的地。

## 設計
公共運輸交匯處主要分為三大類別：
- 傳統平行巴士停車處：大多只會提供有限數目停車灣之小型地盤，交匯處的面積相對較小。
- 圍邊鋸齒形巴士站及中央巴士輪候處：交匯處之面積至少須為60平方米，大部份行人會由同一層前往該交匯處。
- 中央分隔島式乘客站台：交匯處之面積至少須為60平方米，大部份行人會由不同層前往該交匯處。

## 知名轉運站

### 臺灣
- 臺北車站
- 臺北轉運站

### 香港
- 金鐘（東）公共運輸交匯處
- 金鐘（西）公共運輸交匯處
- 中環（港澳碼頭）巴士總站
- 尖沙咀碼頭總站
- 尖沙咀東（麼地道）公共運輸交匯處
- 裕民坊公共運輸交匯處
- 藍田公共運輸交匯處
- 沙田市中心巴士總站
- 機場（地面運輸中心）巴士總站

### 中國大陸
- 上海虹桥综合交通枢纽
- 深圳北站综合交通枢纽
- 珠西综合交通枢纽
- 四惠交通枢纽
- 动物园交通枢纽
- 西直门交通枢纽
- 东直门交通枢纽
- 沙坪坝交通枢纽

### 澳門
- 港珠澳大橋邊檢大樓交通樞紐
- 橫琴澳方口岸交通樞紐
- 媽閣交通樞紐
- 柯維納馬路交通樞紐